# Hofberg Freilichttheater Schiltberg
Das Hofberg Freilichttheater Schiltberg befindet sich auf dem Gelände eines abgegangenen Burgstalls in der Gemeinde Schiltberg im schwäbischen Landkreis Aichach-Friedberg. Dort finden seit 1953 Freilichtaufführungen statt; 1954 wurde dort von der „Hofberg-Spielgemeinschaft“ eine Freilichtbühne eingerichtet.

## Bühnenanlage
(Quelle:)

### Festspielplatz (vor 1954)
Von einer beabsichtigten Freilichtaufführung hörte man in Schiltberg zum ersten Mal am 16. November 1952. Georg Eberl (1902–1969), geboren und aufgewachsen in Schiltberg, seit 1926 verheiratet, wohnhaft und berufstätig in München, war der Initiator. Er wählte die Jahreshauptversammlung des Krieger- und Soldatenvereins Schiltberg als Forum.
Träger des Unternehmens hätte die Kriegerkameradschaft sein sollen. Sie nahm ihre spontane Zusage jedoch rasch zurück. So wurde am 7. Dezember 1952 auf Initiative des Bürgermeisters in einer Zusammenkunft interessierter Kreise ein 15 Personen starker Festausschuss gegründet, der unter Leitung von Alois Eberl, Bruder des Autors und späterer Vereinsvorstand, die Sache anpacken sollte. Schon am zweiten Weihnachtsfeiertag fand die erste Sitzung statt.
Mitte März 1953 hat man sich in einem nicht näher definierten Gelände endgültig auf den Platz für die Zuschauer geeinigt und Anfang Juni spricht man von der Festspielwiese. Erst im Premierenbericht zum 27. Juni 1953 findet sich die Ortsangabe auf dem Hofberg und ein vom Wald umarmtes Naturszenarium. Noch fehlten die später markanten Bühnenbauten, lediglich eine niedrige Stützmauer aus Backsteinen war vorhanden. Das Grundstück gehörte dem Schiltberger Land- und Gastwirt Xaver Lechner.
Die Eigentumsverhältnisse sind bis heute unverändert.
Die „Hofberg-Spielgemeinschaft“, der Begriff taucht erstmals im Januar 1954 in einem Formular des Finanzamtes Aichach auf, feierte 1953 mit ihrem „Hans von Schiltberg“ einen triumphalen Erfolg. Statt der drei geplanten Vorstellungen gab es zwölf (Eberl-Notiz). Am Gesamterfolg hatte auch ein zweiter eigenständiger Programmpunkt Anteil, der Festumzug mit Berittenen und Motivwägen durch den Ort. Seine Organisation oblag Hans Lutterschmid. Festumzug, Kundgebung und Hofbergspiel liefen unter dem Oberbegriff Heimatfest.
Nach dem Hans von Schiltberg (1953, Reprisen 1959 und 1968, Neuinszenierung 1983) schrieb Georg Eberl für seine Hofbergbühne folgende weitere Schauspiele: „Ludwig der Bayer“ (1954, neu 1980 und 1981), „Otto von Wittelsbach“ (1955, neu 1985), „Matthias Kneißl“ (Saaltheater, 1955), „Sankt Alto“ (1956), das Passionsspiel „Die Galiläer“ (1960, neu 1970) und das Singspiel „Der Freischu“ (1961). Die Stücke waren nicht alle gleich erfolgreich, Enttäuschungen blieben Eberl nicht erspart.
Nach seinem Tod (1969) sah man sich erstmals nach anderen Autoren um. Die Wahl fiel 1971 auf Hugo von Hofmannsthal und seinen „Jedermann“, im Jahr darauf auf Maximilian Vitus und das Volksstück „St. Pauli in St. Peter“.

### Freilichtbühne (ab 1954)
Zur Freilichtbühne wandelte sich der Festspielplatz ab dem Jahre 1954 mit einem halbrunden Schalenturm auf der rechten Bühnenseite und durch die Verbesserung von Vorbühne und Zuschauerraum. 1955 kam links eine weitere gemauerte Turmattrappe hinzu. Der Orkan vom 16. Juli 1958 verwüstete den Bergwald und brachte den rechten Turm zum Einsturz. Der Wiederaufbau erfolgte rechtzeitig zur Saison 1959.
Kleinere und größere Verbesserungen wurden vor allem für 1968 an der Tribüne vorgenommen. Eine eigene Betrachtung verdienten die verschiedenen Baustadien des Beleuchtungsturmes vom Holzgerüst über die Metallkanzel zum massiven Bauwerk (1996).
Ihr heutiges Aussehen erhielt die Bühnenburg als gänzlicher Neubau vom 3. September 1977 bis 14. Juni 1980. Allein an der Baustelle wurden in diesem Zeitraum von Vereinsmitgliedern 10.426 freiwillige und unentgeltliche Arbeitsstunden geleistet.
Am Tag der Einweihung (17. Juni 1980) und am Premierenabend (29. Juni 1980) boten das zinnengekrönte Burggebäude, der Wehrturm, die Schildmauer, die Burgkapelle und die drei gepflasterten Spielterrassen den Festgästen ein eindrucksvolles Bild. Die Besucher haben Platz genommen auf einem der 1000 Schalensitze der neuen Tribüne. Hinter ihnen ein weiteres Bauwerk mit Kiosken, Toiletten und Beleuchtungskanzel. Talwärts ein asphaltierter Aufgang, im Zugangsbereich auf dem Grundstück des Bergmüllers das Kassenhäuschen. Verdeckt von den majestätischen Eichen links im Hintergrund der Garderobenbau mit dem Aufenthaltsbereich für die Schauspieler.
Bis heute wird die Bühne immer wieder weiterentwickelt und es erfolgen immer wieder neue Baumaßnahmen die meist von den Vereinsmitgliedern in Eigenregie erledigt werden, so wurde zum Beispiel die Garderobe um ein ganzes Stockwerk erweitert (2019) um den Schauspielern mehr Platz zu bieten.

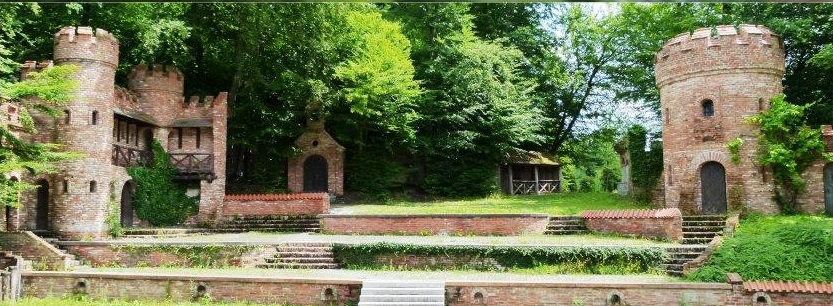
Die Bühne des Hofberg-Freilichttheatervereins in Schiltberg

## Geographie

### Lage
Der Schiltberger Hofberg liegt ca. 10 km östlich der Kreisstadt Aichach in der reizvollen Wald- und Hügellandschaft des Wittelsbacher Landes.

## Theaterstücke
(Quelle:)
- Hans von Schiltberg: 1953, 1959, 1968, 1983
- Ludwig der Bayer: 1954, 1980, 1981
- Pfalzgraf Otto von Wittelsbach: 1955, 1985
- St. Alto: 1956
- Die Galiläer: 1960, 1970
- Der Freischuß: 1961
- Jedermann: 1971, 2009
- Das Wittelsbacher Schwert: 1988
- Meier Helmbrecht: 1991
- Wilhelm Tell: 1994
- Götz von Berlichingen: 1997
- Die Räuber: 2000
- Romeo & Julia: 2003
- Der Kaufmann von Venedig: 2006
- Viel Lärm um nichts: 2012
- Die lustigen Weiber von Windsor: 2015
- Robin Hood: 2018

## Hofbergjugend
Um Nachwuchstalente für das Theater früh zu fördern, gibt es eine eigene Jugendabteilung des Vereins. Zu den Hauptaktivitäten der Jugend gehören das alljährliche, mit Pferden berittene, Sankt Martinsspiel, die Gestaltung des Ferienprogramms und Exkursionen die auf die Kinder- und Jugendlichen speziell zugeschnitten sind.

## Hofbergritter
Aufgrund der historischen Bedeutung des Bühnenstandortes und der Marschalken von Schiltberg entwickelten sich die Hofbergritter.
Hier gab es ab 1980 zunächst die Einzelzweikämpfe in den Ritterschauspielen. Sie wurden laufend erweitert und perfektioniert und verselbständigten sich schließlich ab 1987 als Ritterturnier. Schauplätze waren 1987 Regensburg und andere Gastspielorte an der bayerischen und der oberösterreichischen Donau. Augsburg, Osttirol und Niederösterreich sahen kleinere Geplänkel. Es folgten die Triumphe in Altomünster, Schwertberg, Berching, Pöttmes, Inchenhofen und Aichach. Die Gäste der „Mittelalterlichen Markttage“ dürfen sich immer wieder auf ein spannenden Hauen und Stechen gefasst machen. Die Recken treten mit Kampfschwert und Bihänder, mit Axt und Morgenstern, als Stockkämpfer und Bogenschützen in die Turnierschranken.
Aufgeführt werden die heutigen Kampfszenen im Turniermodus oder auch verpackt in ein kurzes Theaterstück.
In den Wintermonaten veranstalten die Ritter immer eine Winterwanderung. Diese beginnt bereits am Freitag mit dem Eintreffen der Ritter auf dem Hofberg, wo auch in den Burggebäuden genächtigt wird. Nach einer morgendlichen Stärkung am Samstag wird den ganzen Tag bei jedem Wetter und in mittelalterlicher Gewandung in der näheren Umgebung gewandert.

## Kerzenziehen
In der Vorweihnachtszeit bietet der Verein die Möglichkeit selbst Kerzen innerhalb des beheizten Burggebäudes herzustellen. Die Kerzendochte werden hierbei in Paraffin- oder Bienenwachs solange getaucht, bis die Kerze die gewünschte Dicke erreicht hat. Das Angebot richtet sich an Privatpersonen ebenso wie an Gruppen wie zum Beispiel Kindergärten, Schulen und Vereine.

## Partnerschaften

### Partnerschaft mit Schwertberg
Ein weiterer Schwerpunkt des Schiltberger Theatervereins sind seit 1980 die regelmäßigen Begegnungen mit den befreundeten Theaterkollegen der Partnergemeinde Markt Schwertberg, gelegen im Bezirk Perg bei Linz in Oberösterreich. Nicht nur, dass dort die Freilichtbühne Aiser, die Burgruine Windegg und das historische Schiff Agnes von Feldsberg drei bewährte Aktions- und Erlebnisräume bieten, man führt sogar bei verschiedenen Anlässen gemeinsame Programme in Österreich und Bayern durch. Ein unbestrittener Höhepunkt war 1987 die historische Schifffahrt von Regensburg nach Au/Donau bei Schwertberg. Gute Kondition beweisen rund zehn Hofbergler als Mitglieder des Schwertberger Arbeitskreises Windegg. Sie leisten seit zwei Jahrzehnten einen Arbeitstag pro Jahr und helfen mit beim teilweisen Wiederaufbau der Burgruine Windegg. Im August 2002 war der an der Aist gelegene Marktflecken von der Hochwasserkatastrophe besonders hart betroffen. Zweimal fuhren je sechs Hofbergmitglieder zur Schadensbekämpfung nach Schwertberg.
Aus der Freundschaft Hofberg/Aiser erwuchs die offizielle Partnerschaft Schiltberg/Schwertberg, besiegelt am 6. September 1987 durch die jeweiligen Bürgermeister und die beiden Vereinsvorsitzenden. Regelmäßig schreibt der Hofberg für Verein und Gemeinde eine Busfahrt nach Schwertberg aus. Das Programm beinhaltet den obligatorischen Theaterabend auf der Aiser und Besichtigungen vor Ort oder auf der Reiseroute.

### Kulturpartnerschaft mit Berching
Mit der Freilichtbühne in Schiltberg verbindet Berching seit 1992 eine Kulturpartnerschaft. Wegen der Europafestwoche zur Einweihung des neuen Main-Donau-Kanals die kamen die Schiltberger erstmals nach Berching. Weitere Auftritte der Schiltberger waren in den Jahren 1996 (700 Jahre Oppidum Berching), 2003 (Berchinger Kulturtage) und 2004 (Europatage Berching). Außerdem kamen die Schiltberger des Öfteren bei Vereinsausflügen und zu Stadtexkursionen nach Berching.